# Норадреналин
Норадреналин, норэпинефрин, L-1-(3,4-Дигидроксифенил)-2-аминоэтанол — нейромедиатор, обеспечивающий химическую передачу нервного импульса в норадренергических синапсах центральной и периферической нервных системах. По химическому строению относится к биогенным аминам, у которых аминогруппа связана с пирокатехином (катехолом), входит в группу катехоламинов.
Норадреналин является предшественником адреналина. По химическому строению норадреналин отличается от него отсутствием метильной группы у атома азота аминогруппы боковой цепи, его действие как гормона во многом синергично с действием адреналина.

## Норадреналин как нейромедиатор
Считается одним из важнейших «медиаторов бодрствования». Норадренергические проекции участвуют в восходящей ретикулярной активирующей системе.

### Синтез норадреналина
Синтез норадреналина происходит в задней части гипоталамуса и мозговом веществе надпочечников, как и адреналина.
Предшественником норадреналина является дофамин, который с помощью фермента дофамин-бета-гидроксилазы гидроксилируется (присоединяет OH-группу) до норадреналина в везикулах синаптических окончаний. При этом норадреналин тормозит фермент, превращающий тирозин в предшественник дофамина (Л-ДОПА), благодаря чему осуществляется саморегуляция его синтеза.

### Рецепторы норадреналина
Выделяют альфа-1, альфа-2 и бета-рецепторы к норадреналину. Каждая группа делится на подгруппы, различающиеся сродством к разным агонистам, антагонистам и, частично, функциями. Альфа-1 и бета-рецепторы могут быть только постсинаптическими и стимулируют аденилатциклазу, альфа-2 могут быть и пост-, и пре-синаптическими, и тормозят аденилатциклазу. Бета-рецепторы стимулируют липолиз.

### Деградация норадреналина
У норадреналина несколько путей деградации, обеспечивающихся двумя ферментами: моноаминооксидазой-А (МАО-А) и катехол-О-метил-трансферазой (КОMT). В конечном итоге норадреналин превращается либо в 4-гидрокси-3-метоксифенилгликоль, либо в ванилилминдальную кислоту.

### Норадренергическая система
Норадреналин является медиатором как голубого пятна (лат. locus coeruleus) ствола мозга, так и окончаний симпатической нервной системы. Количество норадренергических нейронов в ЦНС невелико (несколько тысяч), но у них весьма широкое поле иннервации в головном мозге.
В здоровом мозге норадреналин играет роль в таких функциях как память, обучение, внимание, бдительность. Дегенерация норадреналинергической системы признак множества нейродегенеративных заболеваний (таких как болезнь Альцгеймера, болезнь Паркинсона, болезнь Хантингтона).

## Норадреналин как гормон
Действие норадреналина связано с преимущественным влиянием на α-адренорецепторы. Норадреналин отличается от адреналина гораздо более сильным сосудосуживающим и прессорным действием, значительно меньшим стимулирующим влиянием на сокращения сердца, сильным действием на мускулатуру бронхов и кишечника, слабым влиянием на обмен веществ (отсутствием выраженного гипергликемического, липолитического и общего катаболического эффекта). Норадреналин в меньшей степени повышает потребность миокарда и других тканей в кислороде, чем адреналин.
Норадреналин принимает участие в регуляции артериального давления и периферического сосудистого сопротивления. Например, при переходе из лежачего положения в стоячее или сидячее уровень норадреналина в плазме крови в норме уже через минуту возрастает в несколько раз.
Норадреналин принимает участие в реализации реакций типа «бей или беги», но в меньшей степени, чем адреналин. Уровень норадреналина в крови повышается при стрессовых состояниях, шоке, травмах, кровопотерях, ожогах, при тревоге, страхе, нервном напряжении. Данный гормон может отвечать за общую активацию деятельности мозга (например, торможение центров сна), увеличение двигательной активности, снижение болевой чувствительности (исполняет роль обезболивающего), улучшение обучения ("учит" побеждать опасности), положительные эмоции ("чувство победы"). 
Кардиотропное действие норадреналина связано со стимулирующим его влиянием на β-адренорецепторы сердца, однако β-адреностимулирующее действие маскируется рефлекторной брадикардией и повышением тонуса блуждающего нерва, вызванными повышением артериального давления.
Норадреналин вызывает увеличение сердечного выброса. Вследствие повышения артериального давления возрастает перфузионное давление в коронарных и мозговых артериях. Вместе с тем, значительно возрастает периферическое сосудистое сопротивление и центральное венозное давление.

## Норадреналин как лекарственное средство
Применяется в качестве универсального прессора (препарата, поднимающего артериальное давление) при различных видах шока. За счёт селективного влияния на α1-адренорецепторы), в сравнении с адреналином, обладает более сильным сосудосуживающим и прессорным действием, меньшим стимулирующим влиянием на сокращения сердца, слабым бронхолитическим эффектом, слабым влиянием на обмен веществ (отсутствие выраженного гипергликемического эффекта).